# 袋七鰓鰻屬
袋七鰓鰻屬（學名：Mordacia），是七鰓鰻目袋七鰓鰻科的唯一一屬。

## 分类
目前，该属有三种公认的物种：
- 小眼袋七鰓鰻 Mordacia lapicida
- 短頭袋七鰓鰻 Mordacia mordax
- 早熟袋七鰓鰻 Mordacia praecox